# Ditte Gråbøl
 (juillet 2023).
Si vous disposez d'ouvrages ou d'articles de référence ou si vous connaissez des sites web de qualité traitant du thème abordé ici, merci de compléter l'article en donnant les références utiles à sa vérifiabilité et en les liant à la section « Notes et références ».
Ditte Gråbøl, née Ditte Knudsen le 22 juin 1959 à Copenhague, est une actrice danoise.

## Biographie
Ditte Gråbø se forme au Aarhus Teater et obtient son diplôme en 1984. Ayant travaillé au Jomfru Ane Teatret, elle apparait ans de nombreuses revues, entre autres le Cirkusrevyen. Elle apparait également à la télévision dans Flemming og Berit, Fæhår og Harzen, Bryggeren, Krøniken, The Eagle et Album. Sa percée vient avec l'émission satirique Den gode, den onde og den virk'li sjove de DR, diffusée de 1990 à 1992 où elle joue divers rôles dont celui, particulièrement remarque, d'une femme acariâtre et toussante dans le sketch Quatre Danois ordinaires. Elle commence à utiliser le nom de famille de Gråbøl après avoir épousé le réalisateur Niels Gråbøl en 1992 dont elle divorce en 1998.

## Filmographie partielle
Sauf indication contraire, les informations mentionnées dans cette section peuvent être confirmées par la base de données cinématographiques IMDb,  présente dans la section « Liens externes ».

### Au cinéma
- 1991 : Møv og Funder (da)
- 1996 : Jungle Jack 2 : La Star de la Jungle (Jungledyret 2 : Den store filmhelt) de Stefan Fjeldmark, Flemming Quist Møller et Jørgen Lerdam (voix)
- 1997 : Det store flip (da)
- 1998 : Baby Doom (da)
- 1999 : Dybt vand (da)
- 2000 : Beyond, le secret des abysses (Dykkerne)
- 2001 : En kort en lang
- 2003 : Lykkevej (da)
- 2004 : Oh Happy Day (da)
- 2005 : Anklaget
- 2006 : Lotto (da)
- 2007 : Ledsaget udgang (da)
- 2007 : Les Deux Moustiques (Cykelmyggen og Dansemyggen) de Jannik Hastrup et Flemming Quist Møller : Myra / Kate (voix)
- 2007 : Jungle Jack 3 (Jungledyret Hugo: Fræk, flabet og fri) de Flemming Quist Møller et Jørgen Lerdam : voix
- 2012 : A Caretaker's Tale (en)
- 2014 : Mini et les Voleurs de miel (Cykelmyggen og Minibillen) de Jannik Hastrup et Flemming Quist Møller : Honny / Kate (voix)